# Kering (Unternehmen)
Kering S.A. ([kɛːʁiŋ], bis 2013: PPR für Pinault-Printemps-Redoute), mit Sitz in Paris, ist ein börsennotierter französischer Konzern, der Luxusprodukte herstellt. Das Unternehmen wurde 1963 von dem französischen Unternehmer François Pinault gegründet und bis März 2005 von diesem geführt; dann übernahm sein Sohn François-Henri Pinault die Leitung. Seit der Übernahme der Luxusmarke Gucci gehören zu Kering heute eine Reihe von internationalen Mode-, Sport- und Accessoiresmarken sowie renommierte Schmuckhersteller und Uhrenmanufakturen des gehobenen Segments.

## Geschichte
Die Pinault-Gruppe wurde im Jahr 1963 von François Pinault im Holz- und Baustoffwirtschaftszweig gegründet. 1988 ging das Unternehmen an die Pariser Börse. Mit dem Erwerb des Möbelunternehmens Conforama 1991 begann Pinault mit der Diversifikation in den Einzelhandel. Spätestens mit der Übernahme des französischen Einzelhandelskonzerns Printemps im Jahr 1992 und des Versandhändlers La Redoute im Jahr 1994 sowie der damit verbundenen Gründung der Pinault-Printemps-Redoute-Gruppe (2005 zu PPR vereinfacht) verfolgten die Eigentümer die Ausrichtung des gesamten Konzerns weg von der Holz- und Baubranche, hin zum Einzelhandel. 1994 übernahm Pinault-Printemps-Redoute den französischen Handelskonzern Fnac, der 2013 wieder abgestoßen wurde.
Im März 1999 erwarb PPR einen Aktienanteil von zunächst 40 Prozent an Gucci. Der Konkurrent LVMH Moët Hennessy Louis Vuitton hatte bereits Anfang 1999 einen Anteil von 34 Prozent an Gucci gekauft.
Durch strategische Kapitalmaßnahmen der Gucci verwässerte sich der LVMH-Anteil in der Folge auf 20 Prozent. PPR und LVMH führten schließlich eine zweijährige Übernahmeschlacht um Gucci, die mehrmals vor Gericht verhandelt werden musste. Ende 2001 kaufte PPR die LVMH-Anteile an Gucci auf und hielt damit Ende 2002 54 Prozent der Anteile an dem italienischen Luxusgüterunternehmen. 2003 wurde der Anteil auf 67 Prozent aufgestockt.
In der Folge gründete PPR mit der Gucci Group eine Luxussparte mit verschiedenen Marken des Premiumsegments. Der Erwerb von Yves Saint Laurent (Mode und Kosmetik) und der Schuhmarke Sergio Rossi durch die Gucci Group erfolgte noch 1999. Im Jahr 2000 folgte der Kauf des Schmuck- und Uhren-Herstellers Boucheron. Die Kosmetiksparte der Marke Yves Saint Laurent wurde schließlich in YSL Beauté abgetrennt. 2001 wurde durch eine PPR-Investition von 50 Prozent der Anteile am Unternehmen die eigene Modemarke der ehemaligen Chloé-Designerin Stella McCartney lanciert. Gleichzeitig erwarb PPR einen 51-prozentigen Anteil an der Marke Alexander McQueen. 2004 erhöhte PPR, als Ergebnis eines öffentlichen Übernahmeangebots, seine Kapitalbeteiligung an der Gucci Group auf 99,4 Prozent.

Das Logo von PPR bis 18. Juni 2013

2006 begann PPR mit dem Rückzug aus dem Einzelhandel mit dem Verkauf von 51 Prozent der Anteile von Printemps an die Immobilien- und Infrastruktursparte der Deutschen Bank namens RREEF und an die Borletti-Gruppe, die restlichen Anteile wurden das Jahr darauf verkauft. Im Jahr 2007 kaufte PPR die Mehrheit an Puma (und damit deren Tochterunternehmen seit 2001, Tretorn Sweden), um sich im Sport-Segment zu etablieren. 2008 verkaufte PPR die Kosmetiksparte YSL Beauté an den französischen L’Oréal-Konzern; dieser hat seither die Kosmetiklizenzen für mehrere Kering-Marken. Der Konzern hatte die Bereiche Luxus und Sport & Lifestyle. Letzterer wurde mit dem Kauf von US-amerikanischen Golf- und Streetwear-Marken wie Cobra Golf (2010), Volcom (2011) und Electric (2011) ausgebaut.
2011 baute PPR das Luxus-Segment und übernahm die Sowind Group, Mutterkonzern der Schweizer Uhrenmanufakturen Girard-Perregaux und Jeanrichard. Ebenfalls 2011 wurde die Möbelkette Conforama verkauft und die Gucci Group innerhalb von PPR aufgelöst. Die ehemals in der Gucci Group gebündelten Luxusmarken sind nun als gleichwertige Marken neben der Marke Gucci Teil des Gesamtkonzerns. Im Jahr 2012 übernahm PPR den italienischen Herrenausstatter Brioni und die Mehrheitsbeteiligung am chinesischen Juwelier Qeelin. 2013 wurden die italienischen Schmuckmarken Pomellato und DoDo dem Marken-Portfolio hinzugefügt.
Der Versandhändler La Redoute, der lange Kern des Konzerns war, wurde mit anderen Einzelhandelsaktivitäten in die Redcats Group (aus REDoute CATalogues) ausgelagert. Redcats Holding war mit rund 20.000 Mitarbeitern der weltweit drittgrößte Konzern im internationalen Versandhandel; zur Konzerngruppe zählten neben La Redoute u. a. Bernard SA, Cyrillus, La Maison de Valerie, Movitex, Vertbaudet sowie Ellos in Skandinavien und Brylane in den Vereinigten Staaten. Angesicht zunehmender Konkurrenz durch den Onlinehandel und steigender Verluste im Kataloghandel, restrukturierte und veräußerte der Konzern Redcats schrittweise – so kam es 2014 zum Verkauf von La Redoute zu einem symbolischen Euro an ein Managementteam unter Nathalie Balla und Eric Courteille.
Der 2013 in Kering umbenannte Konzern übernahm Anfang 2013 eine 51-prozentige Mehrheitsbeteiligung an der britischen Modemarke Christopher Kane und unterzeichnete eine Partnerschaft mit dem New Yorker Designer Joseph Altuzarra. Mitte 2013 wurde die Abspaltung von Fnac vollzogen, indem Kering das Unternehmen an die Börse brachte. Im Dezember kündigte Kering ein Joint Venture mit dem Chefdesigner der Kering-Marke Bottega Veneta, Tomas Maier, an, um dessen eigene Marke Tomas Maier auszubauen. Mitte 2018 beendete Kering die Zusammenarbeit mit Maier, der daraufhin die nach ihm benannte Modemarke einstellte.
Anfang 2018 wurde bekannt, dass der Konzern seine Beteiligung von 86 Prozent an dem deutschen Sportartikelhersteller Puma bis Mitte 2018 auf 16 Prozent reduzieren und die Skater-Marke Volcom zum Verkauf stellen werde. Der Rückzug aus dem Puma-Investment wurde im Mai 2018 vollzogen. Der Verkauf von Volcom an die New Yorker Marketingfirma Authentic Brands Group wurde im April 2019 abgeschlossen. Damit löste Kering das Segment Sport & Lifestyle auf. Mitte 2018 wurde zudem ein Verkauf der Beteiligung an der Modemarke Christopher Kane an den gleichnamigen Designer in den Raum gestellt. Anfang 2021 beteiligte sich Kering mit fünf Prozent an Vestiaire Collective, einer Internethandelsplattform für luxuriöse Gebrauchtwarenmode.
2025 bereitete die Familie Pinault die Übergabe an die dritte Generation vor. François-Henri Pinault übergab den CEO Posten an Luca de Meo und blieb Präsident. Sein ältester Sohn François Louis Nicolas Pinault trat nach seinem Studium in den USA in die Firma ein.

## Unternehmensname
Das Unternehmen änderte über die Jahre mehrmals den Firmennamen. Aus den Établissements Pinault wurde 1988 nach einem Börsengang die Pinault SA. Durch den Erwerb der Warenhauskette Printemps 1992 wurde der Name in Pinault-Printemps geändert, und nach dem Aufkauf der Modekette La Redoute ab 1994 hieß das Unternehmen Pinault-Printemps-Redoute, was ab 2005 schließlich zu PPR verkürzt wurde.
Nach dem Abschluss der vollständigen Umgestaltung des Konzerns benannte sich das Unternehmen Mitte 2013 in Kering um.
Laut Unternehmen lehnt sich das Kunstwort Kering an das englische Wort „Caring“ an und drückt die Tatsache aus, dass sich der Konzern sowohl um seine Marken als auch um seine Kunden, Mitarbeiter und andere Teilhaber kümmert. Die Vorsilbe „Ker“ bedeutet zudem in der bretonischen Sprache „Heim“ und soll an die Heimat der Pinaults, und damit die Wurzeln des Unternehmens, in der Bretagne erinnern.

## Tochtergesellschaften
Kering unterteilt seine Tochtergesellschaften seit 2019 in die Bereiche Couture & Leather Goods (Mode & Lederwaren),  Watches & Jewelry (Armbanduhren & Schmuck) sowie Kering Eyewear (Kering Brillenmode). Letzterer wurde 2014 als eigener Brillenzulieferer für die Modemarken des Unternehmens gegründet. Im Jahr 2023 erweiterte man die Bereiche um Kering Beauté (Kosmetik, Wellness & Parfüm) und begann die Sparte mit der Akquisition von Creed.

### Aktuelle Kering-Marken
- Couture & Leather Goods
  - Gucci, Saint Laurent, Bottega Veneta, Balenciaga, Alexander McQueen, Brioni, Valentino (30 % Anteil seit 2023)[21]
- Watches & Jewelry
  - Boucheron, der Schmuckhersteller Pomellato Group mit den Marken Pomellato und Dodo, die chinesische Schmuckmarke Qeelin. Der Uhrenhersteller Sowind Group mit den Marken Girard-Perregaux und Ulysse Nardin wurde Anfang 2022 verkauft.[22]
- Kering Eyewear
- Kering Beauté
  - Creed

### Ehemalige Kering-Marken (Auswahl)
- die Schuhmarke Sergio Rossi (Ende 2015 an InvestIndustrial verkauft)
- Stella McCartney (McCartney kaufte Kerings 50-Prozent-Anteil an ihrem Unternehmen Anfang 2018 ab und hat seit dem 15. Juli 2019 den Partner LVMH)
- die Sportbrillen-Marke Electric (2008 von Volcom gekauft und 2016 an den Firmengründer verkauft)
- Puma mit Cobra Golf (Kering behielt 2018 16 Prozent der Puma-Anteile)
- die Entwicklung der Uhrenmarke JeanRichard der Sowind Group ruht seit 2017
- Tomas Maier (2018 aufgelöst, Markenrechte verblieben bei Maier)
- Christopher Kane (Verkauf an Firmengründer 2018 angekündigt, bislang nicht abgeschlossen, im Kering-Portfolio nicht länger aufgeführt)
- Volcom (2019 an ABG verkauft)

## Großaktionär
Kering gehört zum Stand 2014 zu 40,9 Prozent der Anteile (55,5 Prozent der Stimmrechte) zu der 1992 von François Pinault gegründeten Familienholding Groupe Artémis, in der die Familie Pinault weitere Unternehmen aus verschiedenen Branchen bündelt.

## Engagements

### Die Kering-Stiftung
Die Kering-Stiftung, der François-Henri Pinault als Präsident persönlich vorsteht, ist ein wichtiger Bestandteil des Engagements von Kering für eine nachhaltigere Welt. Sie verfolgt mit ihrer Arbeit zwei grundsätzliche Ziele: Bekämpfung der Gewalt an Frauen und Unterstützung der Frauen auf ihrem Weg zu mehr Eigenständigkeit.
Seit deren Gründung 2009 hat die Stiftung 47 Partnerschaften mit Nichtregierungsorganisationen geknüpft und somit über 140.000 Frauen in 16 Ländern unterstützt. Im Einklang mit der Ausrichtung des Konzerns, ist die Kering-Stiftung hauptsächlich auf drei geographische Zonen fokussiert: Die amerikanischen Kontinente, Westeuropa und Asien.
Mehrere Kering-Marken führen ihre eigenen sozialen Projekte, die zum Teil von der Kering-Stiftung unterstützt werden. Besonders hervorzuheben ist hierbei die Fundraising-Initiative der Marke Gucci „Chime for Change“, die im Februar 2013 gestartet wurde und unter der Schirmherrschaft von Frida Giannini, der Chefdesignerin von Gucci, Salma Hayek-Pinault und Beyoncé Knowles, Frauen in aller Welt mit besonderem Augenmerk auf die Bereiche Bildung, Gesundheit und Gerechtigkeit einsetzt.

## Steuerhinterziehung
Ende 2017 wurden in den Büros des Mailänder Hauptsitzes von Gucci Durchsuchungen durchgeführt. Das Unternehmen wird verdächtigt, in Italien erfolgte Geschäftstätigkeiten mehrere Jahre lang in der Schweiz deklariert zu haben. Kering habe, so die Mailänder Staatsanwaltschaft, ein „undurchsichtiges Geflecht“ erstellt, um „Steuern zu hinterziehen“. Das Verfahren gegen die Marke Gucci endete 2019 mit einem Vergleich nachdem Kering 1,25 Milliarden Euro an die italienische Finanzbehörde zahlen muss. Für Steuerhinterziehung im Zusammenhang mit der Marke Bottega Veneta wurden 2022 weitere 187 Millionen Euro gezahlt.